# Thomas Di Pauli
Thomas Di Pauli von Treuheim, född 29 april 1994, är en amerikansk-italiensk professionell ishockeyforward som är kontrakterad till Pittsburgh Penguins i National Hockey League (NHL) och spelar för Wilkes-Barre/Scranton Penguins i American Hockey League (AHL). Han har tidigare spelat för Notre Dame Fighting Irish i National Collegiate Athletic Association (NCAA) och Team USA i United States Hockey League (USHL).
Di Pauli draftades av Washington Capitals i fjärde rundan i 2012 års draft som 100:e spelare totalt.

## Statistik
| 2007–2008   | Chicago Mission                | T1EHL       | 29  | 8  | 11 | 19 | 18  | — | — | — | — | — |
| 2008–2009   | Chicago Mission                | T1EHL       | 31  | 11 | 11 | 22 | 26  | — | — | — | — | — |
| 2009–2010   | Chicago Mission U16            | T1EHL       | 30  | 18 | 15 | 33 | 10  | — | — | — | — | — |
| 2010–2011   | Team USA                       | USHL        | 32  | 4  | 11 | 15 | 16  | 2 | 0 | 1 | 1 | 0 |
|             | U.S. National U17 Team         |             | 49  | 7  | 20 | 27 | 24  | — | — | — | — | — |
|             | U.S. National U18 Team         |             | 2   | 1  | 1  | 2  | 2   | — | — | — | — | — |
| 2011–2012   | Team USA                       | USHL        | 21  | 6  | 5  | 11 | 6   | — | — | — | — | — |
|             | U.S. National U18 Team         |             | 55  | 11 | 10 | 21 | 22  | — | — | — | — | — |
| 2012–2013   | Notre Dame Fighting Irish      | NCAA        | 41  | 5  | 7  | 12 | 31  | — | — | — | — | — |
| 2013–2014   | Notre Dame Fighting Irish      | NCAA        | 26  | 3  | 2  | 5  | 12  | — | — | — | — | — |
| 2014–2015   | Notre Dame Fighting Irish      | NCAA        | 41  | 8  | 21 | 29 | 24  | — | — | — | — | — |
| 2015–2016   | Notre Dame Fighting Irish      | NCAA        | 37  | 14 | 18 | 32 | 16  | — | — | — | — | — |
| 2016–2017   | Wilkes-Barre/Scranton Penguins | AHL         | 21  | 2  | 0  | 2  | 20  | — | — | — | — | — |
| 2017–2018   | Wilkes-Barre/Scranton Penguins | AHL         | 58  | 12 | 8  | 20 | 38  | — | — | — | — | — |
| 2018–2019   | Wilkes-Barre/Scranton Penguins | AHL         | 29  | 7  | 8  | 15 | 32  | — | — | — | — | — |
| 2019–2020   | Pittsburgh Penguins            | NHL         | 1   | 0  | 0  | 0  | 0   | — | — | — | — | — |
|             | Wilkes-Barre/Scranton Penguins | AHL         | 22  | 6  | 6  | 12 | 10  | — | — | — | — | — |
| NHL totalt  | NHL totalt                     | NHL totalt  | 1   | 0  | 0  | 0  | 0   | — | — | — | — | — |
| AHL totalt  | AHL totalt                     | AHL totalt  | 130 | 27 | 22 | 49 | 100 | — | — | — | — | — |
| NCAA totalt | NCAA totalt                    | NCAA totalt | 145 | 30 | 48 | 78 | 83  | — | — | — | — | — |
| USHL totalt | USHL totalt                    | USHL totalt | 53  | 10 | 16 | 26 | 22  | 2 | 0 | 1 | 1 | 0 |

### Internationellt
| Källa: Uppdaterad: 2020-01-05 | Källa: Uppdaterad: 2020-01-05 | Källa: Uppdaterad: 2020-01-05 |         | Utv = Utvisningsminuter | Utv = Utvisningsminuter | Utv = Utvisningsminuter | Utv = Utvisningsminuter | Utv = Utvisningsminuter |
| År                            | Lag                           | Mästerskap                    | Matcher | Mål                     | Assists                 | Poäng                   | Utv                     |                         |
| ----------------------------- | ----------------------------- | ----------------------------- | ------- | ----------------------- | ----------------------- | ----------------------- | ----------------------- | ----------------------- |
| 2012                          | USA                           | U18-VM                        | 6       | 1                       | 0                       | 1                       | 0                       |                         |
| 2014                          | USA                           | JVM                           | 5       | 0                       | 3                       | 3                       | 2                       |                         |
| Junior totalt                 | Junior totalt                 | Junior totalt                 | 11      | 1                       | 3                       | 4                       | 2                       |                         |